# Матвеевка (Касторенский район)
Матвеевка — деревня в Касторенском районе Курской области России. Входит в состав Жерновецкого сельсовета.

## География
Деревня находится в восточной части Курской области, в лесостепной зоне, в пределах юго-западной части Среднерусской возвышенности, преимущественно на левом берегу реки Грайворонки (приток Кшени), на расстоянии примерно 21 километра (по прямой) к юго-западу от посёлка городского типа Касторное, административного центра района. Абсолютная высота — 186 метров над уровнем моря.
Климат
Климат характеризуется как умеренный, со среднегодовой температурой воздуха +5,1 °C и среднегодовым количеством осадков 547 мм.
Часовой пояс
Деревня Матвеевка, как и вся Курская область, находится в часовой зоне МСК (московское время). Смещение применяемого времени относительно UTC составляет +3:00.

## Население
| 1859 | 2002 | 2010 |
| ---- | ---- | ---- |
| 416  | ↘41  | ↘30  |

Гендерный состав
По данным Всероссийской переписи населения 2010 года в гендерной структуре населения мужчины составляли 60 %, женщины — соответственно 40 %.
Национальный состав
Согласно результатам переписи 2002 года, в национальной структуре населения русские составляли 98 % из 41 чел.